# Gemaal Echten
Het Gemaal van Echten is een gemaal in de Nederlandse provincie Friesland.

## Geschiedenis
Het gemaal van Echten staat even ten noorden van het dorp Echten op de dijk van het Tjeukemeer en bemaalde de tussen 1856 en 1859 bedijkte Veenpolder. Aanvankelijk werd de polder met windkracht bemalen. Omstreeks 1865 werd het eerste stoomgemaal gebouwd voor de Veenpolder. Het nieuwe gemaal, dat in 1913 werd gebouwd was ook een stoomgemaal. In 1925 werd besloten om de stoomkracht te vervangen door elektrische bemaling. De overbodige schoorsteen werd enkele jaren later afgebroken.
In 1996 werd het gemaal buiten dienst gesteld en vervangen door een nieuw ondergronds gelegen gemaal, naast het oude complex. In de jaren 2004/2005 werd het gemaal gerestaureerd en in 2007 kreeg het voormalig stoomgemaal weer zijn schoorsteen terug. Het gemaal is erkend als rijksmonument en wordt in de zomermaanden opengesteld als museum. In de pompruimte met machinerie is een expositie ingericht over de vervening van de polder van Echten. In het vroegere ketelhuis van het gemaal is een galerie gevestigd, Galerie het Gemaal. Het Gemaal-Museum en Galerie het Gemaal zijn gedurende de zomermaanden open op zaterdag- en zondagmiddag. Het gemaal is eigendom van Stichting Waterschapserfgoed.
Het andere stoomgemaal in de gemeente Lemsterland is het ir. D.F. Woudagemaal bij Lemmer.

## Tsjûke en March
Bij het gemaal staat het beeld van de vrouwen Tsjûke en March, aan wie het Tjeukemeer (Tsjûkemar in het Fries), volgens een oud volksverhaal , zijn naam te danken heeft.